# Pentium Pro
Pentium Pro és la sisena generació de l'arquitectura de microprocessador x86 produïda per Intel. És un descendent indirecte de Pentium (a diferència d'aquest es basa en RISC) i incorpora algunes millores substancials:
- un rendiment entre un 25 i un 35% superior en operacions de 32 bits
- un rendiment un 20% superior en operacions de 16 bits
- incorporació de la memòria cau de segon nivel (L2 cache)
- adaptació per sistemes multiprocessador

Totes aquestes millores repercuteixen directament en un increment formidable del preu, que el fa només accessible al món empresarial. El seu llançament es va veure enterbolit per la detecció d'un defecte de construcció que provocava distorsions sobre els càlculs basats en nombres en coma flotant; aquest defecte és conegut per Intel com flag erratum.
Intel va discontinuar aquesta arquitectura i va designar com a successor la gamma Xeon.